# Jun Tamano
Jun Tamano (玉乃 淳?, Tamano Jun; Tokyo, 19 giugno 1984) è un ex calciatore giapponese, di ruolo centrocampista.